# Hemitrygon fluviorum
Hemitrygon fluviorum es una especie de pez de la familia Dasyatidae en el orden de los Rajiformes.

## Morfología
Los machos pueden llegar alcanzar los 130 cm de longitud total y 6.120 g de peso.

## Reproducción
Es ovíparo.

## Alimentación
Come crustáceos, moluscos y otros invertebrados.

## Hábitat
Es un pez de mar y de clima tropical (4°S-33°S) y bentopelágico.

## Distribución geográfica
Se encuentra en el Océano Pacífico occidental: Nueva Guinea y Australia (desde el Territorio del Norte hasta el norte de Nueva Gales del Sur)

## Observaciones
Es inofensivo para los humanos.